# Levan Tediashvili
Levan Tediashvili (en georgiano: ლევან თედიაშვილი; Sagareyo, RSS de Georgia, 15 de marzo de 1948-17 de febrero de 2024) fue un deportista georgiano especialista en lucha libre olímpica donde llegó a ser campeón olímpico en Múnich 1972.

## Carrera deportiva
En los Juegos Olímpicos de 1972 celebrados en Múnich ganó la medalla de oro en lucha libre olímpica estilo peso de hasta 82 kg, por delante del luchador estadounidense John Peterson (plata) y del rumano Vasile Iorga (bronce). Cuatro años más tarde, en las Olimpiadas de Montreal 1976 volvió a ganar la medalla de oro, en esta ocasión en la modalidad de hasta 90 kg.